# Olympische Winterspiele 1964/Eisschnelllauf
Bei den IX. Olympischen Winterspielen 1964 in Innsbruck fanden acht Wettbewerbe im Eisschnelllauf statt. Austragungsort war die Olympia Eisschnelllaufbahn.

## Bilanz

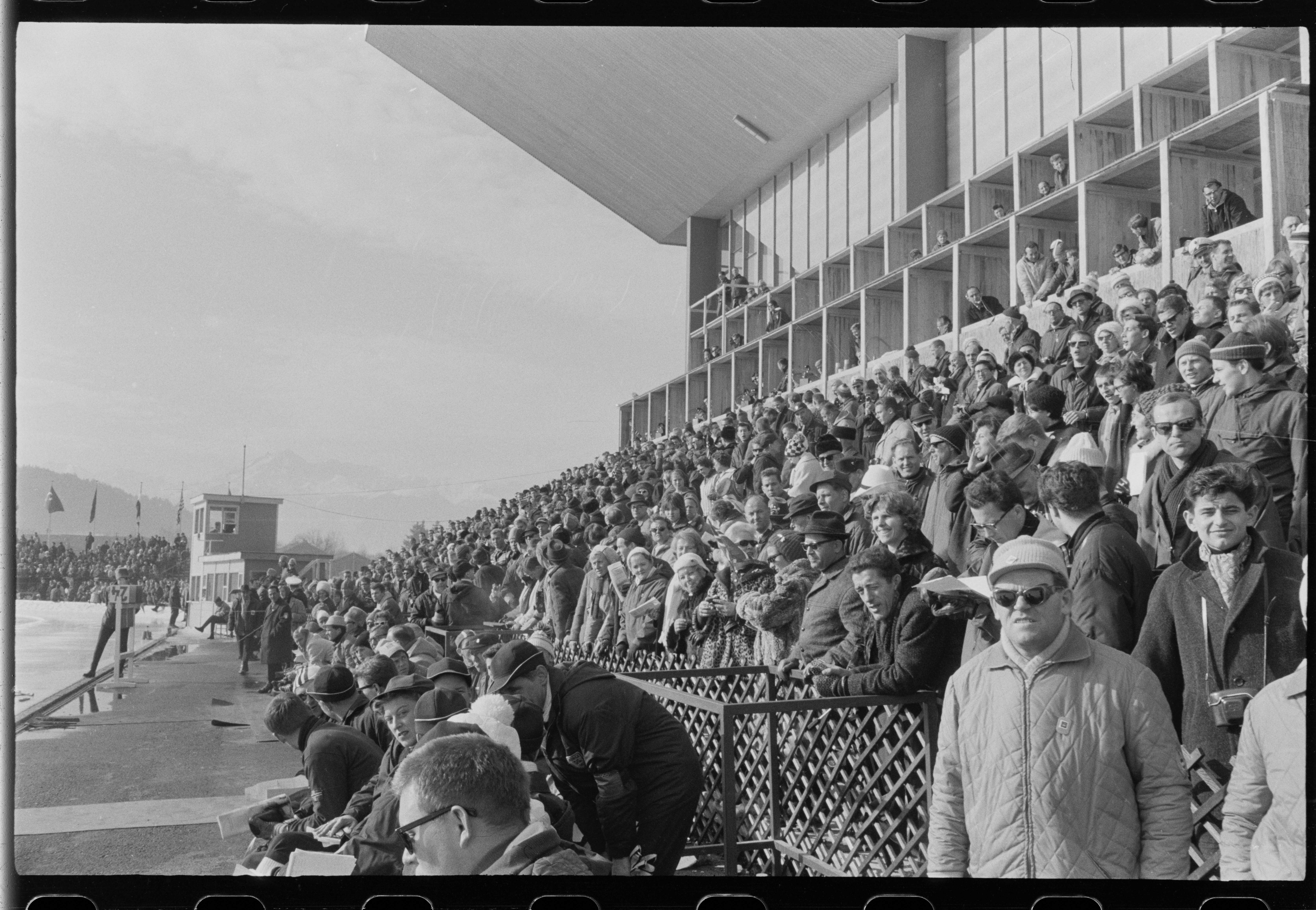
Olympia-Eisstadion

### Medaillenspiegel
| Platz | Land               | Gold | Silber | Bronze | Gesamt |
| ----- | ------------------ | ---- | ------ | ------ | ------ |
| 1     | Sowjetunion        | 5    | 5      | 2      | 12     |
| 2     | Norwegen           | 1    | 3      | 3      | 7      |
| 3     | Schweden           | 1    | –      | –      | 1      |
| 3     | Vereinigte Staaten | 1    | –      | –      | 1      |
| 5     | Finnland           | –    | 1      | 1      | 2      |
| 6     | Niederlande        | –    | 1      | –      | 1      |
| 6     | Nordkorea          | –    | 1      | –      | 1      |

### Medaillengewinner
| Konkurrenz | Gold              | Silber                                        | Bronze           |
| ---------- | ----------------- | --------------------------------------------- | ---------------- |
| 500 m      | Richard McDermott | Alv Gjestvang Jewgeni Grischin Wladimir Orlow | –                |
| 1500 m     | Ants Antson       | Kees Verkerk                                  | Villy Haugen     |
| 5000 m     | Knut Johannesen   | Per Ivar Moe                                  | Fred Anton Maier |
| 10.000 m   | Jonny Nilsson     | Fred Anton Maier                              | Knut Johannesen  |

| Konkurrenz | Gold              | Silber                        | Bronze                |
| ---------- | ----------------- | ----------------------------- | --------------------- |
| 500 m      | Lidija Skoblikowa | Irina Jegorowa                | Tatjana Sidorowa      |
| 1000 m     | Lidija Skoblikowa | Irina Jegorowa                | Kaija Mustonen        |
| 1500 m     | Lidija Skoblikowa | Kaija Mustonen                | Albertina Kolokolzewa |
| 3000 m     | Lidija Skoblikowa | Walentina Stenina Han Pil-hwa | –                     |

## Vorschau
Die Vorschau des Sport Zürich in seiner Ausgabe vom 29. Januar 1964 ging davon aus, dass alle vier Herrenbewerbe völlig offen seien. Verschiedene Favoriten (Jewgeni Grischin, Jonny Nilsson) hätten ihre Karten noch nicht aufgedeckt, andere wie der neue sowjetische 1500-Meter-Meister Lew Saizew und auch die US-Sprinter würden ohne vorangegangene internationale Tests antreten. Aufgrund der Eisqualität (das bei der Präparierung verwendete Wasser enthalte zu viel Kalk) und die Olympiabahn mit Gegenwind auf der Geraden würden kaum Weltrekorde möglich sein. Es werde auch keine Vormachtstellungen geben, gerade die kürzlich stattgefundenen Europameisterschaften in Oslo hätten bewiesen, dass viele Favoriten sich nicht durchsetzen konnten. Die Weltklasse sei derart breit geworden, dass ein kleiner technischer Fehler oder eine leichte Indisponiertheit die gründlichste und ausgedehnteste Vorbereitung in Frage stellen könne.
Auch der Unterschied in den klimatischen Verhältnissen lasse keine Vergleiche zwischen Oslo und Innsbruck zu. Sogar die zehn Tage, die zwischen den Bewerben liegen, könnten ausschlaggebend sein. Zwar würden nur jene, die auf den aktuellen Bestenlisten stünden, Olympiasieger werden können. Bei Grischin sei wahrscheinlich, dass seine Landsleute Rafael Gratsch und Wladimir Orlow seine größten Konkurrenten nebst einem der US-Läufer (Bill Disney, Eddie Rudolph, Tom Gray und Richard McDermott) sein würden. Außenseiter seien die beiden Schweden Heike Hedlund und Björn Lekman. Über 1500 Meter werde Grischin ohne Chancen starten, Saizew sei der logische Favorit. Es wurden Namen wie Ants Antson und zwei offensichtlich doch nicht berücksichtigte Herren, Juri Jumaschew und Woronin, weiters Dick Hunt, Stan Fail und Buddy Campbell oder Manne Lavås, Jonny Nilsson und Hedlund, dazu Rudie Liebrechts und Günter Traub genannt. Über 5000 und 10.000 Meter sei Nilsson der Mann, der geschlagen werden müsse. Medaillenanwärter seien auch noch die Norweger Knut Johannesen, Per Ivar Moe und Fred Anton Maier, die Sowjets Ants Antson, Juri Jumaschew und Eduard Matussewitsch, weiters noch die Holländer Liebrechts und Kees Verkerk und die Schweden Ivar Nilsson und Örjan Sandler. Bei den Damen wurde klar festgestellt, dass die sowjetischen Damen (an ihrer Spitze Lidija Skoblikowa) den größten Teil der Medaillen einheimsen werden. Auf den kurzen Distanzen seien auch gewisse Chancen für die US-Starterin Jeanne Ashworth und die Schwedin Gunilla Jacobsson vorhanden.

## Ergebnisse Männer

### 500 m
| Platz | Land | Sportler           | Zeit (s)  |
| ----- | ---- | ------------------ | --------- |
| 1     | USA  | Richard McDermott  | 40,1 (OR) |
| 2     | NOR  | Alv Gjestvang      | 40,6      |
|       | URS  | Wladimir Orlow     | 40,6      |
|       | URS  | Jewgeni Grischin   | 40,6      |
| 5     | JPN  | Keiichi Suzuki     | 40,7      |
| 6     | USA  | Eddie Rudolph      | 40,9      |
| 7     | SWE  | Heike Hedlund      | 41,0      |
| 8     | USA  | Bill Disney        | 41,1      |
| 9     | NOR  | Villy Haugen       | 41,1      |
| 10    | URS  | Rafael Gratsch     | 41,4      |
|       |      |                    |           |
| 16    | EUA  | Helmut Kuhnert     | 41,8      |
| 24    | EUA  | Herbert Höfl       | 42,3      |
| 24    | EUA  | Günter Tilch       | 42,3      |
| 33    | EUA  | Günter Traub       | 43,4      |
| 35    | AUT  | Manfred Zojer      | 43,5      |
| 36    | AUT  | Peter Toyfl        | 43,7      |
| 43    | CHE  | Jean-Pierre Guéron | 44,9      |

Datum: 4. Februar 1964, 12:40 Uhr

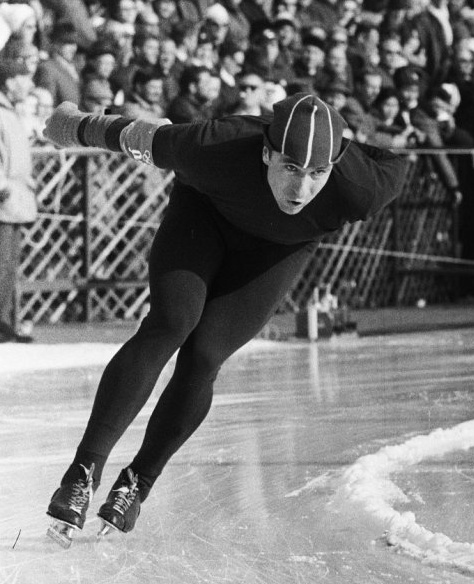
Jewgeni Grischin

44 Teilnehmer aus 19 Ländern, alle in der Wertung.
Nach zwölf Jahren holte wieder ein US-Sportler Olympiagold im Eisschnelllauf. Vorerst lagen Grischin, Orlow und Gjestvang in Führung. McDermott unterbot Grischins Olympiarekord von 1960 um eine Zehntel Sekunde. Dabei profitierte er von den besser gewordenen Bedingungen: Vor ihm war Fumio Nagakobu gestürzt und hatte die Zeitnehmung beschädigt, deren Reparatur rund zehn Minuten dauerte. Mittlerweile war die Sonne durchgekommen und hatte das Eis schneller gemacht. Allerdings war die Wartezeit auch eine Nervenprobe, logische Folge war ein Fehlstart beim ersten Start mit André Kouprianoff (FRA). Grischin präsentierte sich als der unerreichte Stilist, während McDermott es hauptsächlich mit der Kraft machte. Er kam sogar einmal auf den ersten 100 m aus dem Rhythmus. Grischin kam in der Kurve ganz an den Rand der Bahn, was wertvolle Zeit kostete. Gjestvang, der bereits 1956 Bronze über dieselbe Distanz errungen hatte, legte einen Endspurt hin. Einiges war auch noch von Bill Disney (USA) (Olympiasilber 1960) erwartet worden, doch er wurde mit 41,1 s. gestoppt. Bereits erster Starter war der Weltrekordhalter Tom Gray (USA), der in mäßigen 41,5 s. ins Ziel kam.

### 1500 m
| Platz | Land | Sportler             | Zeit (min) |
| ----- | ---- | -------------------- | ---------- |
| 1     | URS  | Ants Antson          | 2:10,3     |
| 2     | NED  | Kees Verkerk         | 2:10,6     |
| 3     | NOR  | Villy Haugen         | 2:11,2     |
| 4     | FIN  | Jouko Launonen       | 2:11,9     |
| 5     | URS  | Lew Saizew           | 2:12,1     |
| 6     | URS  | Eduard Matussewitsch | 2:12,2     |
|       | NOR  | Ivar Eriksen         | 2:12,2     |
| 8     | FIN  | Juhani Järvinen      | 2:12,4     |
| 9     | NOR  | Magne Thomassen      | 2:12,5     |
| 10    | NED  | Rudie Liebrechts     | 2:12,8     |
|       |      |                      |            |
| 17    | EUA  | Günter Traub         | 2:15,3     |
| 26    | EUA  | Herbert Höfl         | 2:16,8     |
| 29    | EUA  | Gerhard Zimmermann   | 2:17,3     |
| 33    | AUT  | Hermann Strutz       | 2:18,0     |
| 39    | EUA  | Jürgen Schmidt       | 2:20,0     |
| 44    | SUI  | Ruedi Uster          | 2:23,4     |
| 48    | AUT  | Peter Toyfl          | 2:24,2     |
| 51    | AUT  | Josef Reisinger      | 2:27,8     |
| 53    | SUI  | Jean-Pierre Guéron   | 2:32,3     |

Datum: 6. Februar 1964, 13:15 Uhr

54 Teilnehmer aus 20 Ländern, davon 53 in der Wertung.
Es hatten sich bei trübem Wetter etwa 10.000 Zuschauer eingefunden. Die Lufttemperatur betrug −2 °C, die des Eises −2,5 °C. Der Olympiarekord von 2:08,6 min war nie in Gefahr, weil die Eisbahn zu hart war. Außerdem fegte zeitweilig ein heftiger Wind, verbunden mit Schneetreiben. Einige der Weltklassestars starteten zwar schnell, doch ab der dritten Runde brachen sie ein. Mit Europameister Antson, der im achten Paar mit dem Deutschen Traub ins Rennen gegangen war und der am rationellesten fuhr, gewann zwar einer der Favoriten Gold, aber danach klassierten sich krasse Außenseiter. Verkerk notierte dieselben Zwischenzeiten wie Antson, aber auf den letzten 50 Metern verließen ihn die Kräfte, und bei Haugen (schnellste Anfangszeiten) wurde die Schrittfolge zu verkrampft. Liebrechts und Grischin hatten bei ihren Läufen wegen der Windböen überhaupt keine Chance. Nur das Paar Launonen/Malkin, das für sein Leistungsniveau großartige Zeiten erreichte, fand reguläre Verhältnisse vor.

### 5000 m
| Platz | Land | Sportler            | Zeit (min)  |
| ----- | ---- | ------------------- | ----------- |
| 1     | NOR  | Knut Johannesen     | 7:38,4 (OR) |
| 2     | NOR  | Per Ivar Moe        | 7:38,6      |
| 3     | NOR  | Fred Anton Maier    | 7:42,0      |
| 4     | URS  | Wiktor Kossitschkin | 7:45,8      |
| 5     | AUT  | Hermann Strutz      | 7:48,3      |
| 6     | SWE  | Jonny Nilsson       | 7:48,4      |
| 7     | SWE  | Ivar Nilsson        | 7:49,0      |
| 8     | NED  | Rudie Liebrechts    | 7:50,9      |
| 9     | NED  | Kees Verkerk        | 7:51,1      |
| 10    | URS  | Musachit Chabibulin | 7:52,3      |
| 11    | EUA  | Günter Traub        | 7:53,9      |
|       |      |                     |             |
| 13    | EUA  | Gerhard Zimmermann  | 7:56,8      |
| 32    | SUI  | Ruedi Uster         | 8:24,8      |
| 37    | AUT  | Reinhold Seeböck    | 8:29,6      |
| 39    | EUA  | Jürgen Schmidt      | 8:36,6      |
| 40    | SUI  | Peter Büttner       | 8:45,5      |
| 42    | AUT  | Gerhard Strutz      | 8:50,4      |

Datum: 5. Februar 1964, 13:50 Uhr

42 Teilnehmer aus 19 Ländern, alle in der Wertung.
Überraschend war nicht nur, dass es einen dreifachen norwegischen Erfolg gab, sondern auch, dass die UdSSR ohne Medaille blieb und ihr 1960er-Goldmedaillengewinner nur den vierten Platz belegte. Der olympische Rekord von 1960 wurde dank idealer Bedingungen von sechs Läufern unterboten. Hermann Strutz stellte mehrere österreichische Rekorde und auch einen neuen Olympiarekord auf. Es folgte Wiktor Kossitschkin, danach der 19-jährige Elektriker Per Ivar Moe, der schon mit Zwischenbestzeiten aufhorchen ließ. Weltrekordhalter Johnny Nilsson begann vorerst langsamer als Strutz, drehte ab der siebten von zwölf Runden auf, wurde aber wieder langsamer. Fred Anton Meier begann vehement, er blieb jeweils knapp hinter Moe. Der bereits mehrfach mit Medaillen dekorierte Knut Johanessen flog förmlich über die Bahn. Von den Favoriten war noch Rudie Liebrechts ausständig, der zwar schnell begann, dann aber immer mehr zurückfiel.

### 10.000 m
| Platz | Land | Sportler           | Zeit (min) |
| ----- | ---- | ------------------ | ---------- |
| 1     | SWE  | Jonny Nilsson      | 15:50,1    |
| 2     | NOR  | Fred Anton Maier   | 16:06,0    |
| 3     | NOR  | Knut Johannesen    | 16:06,3    |
| 4     | NED  | Rudie Liebrechts   | 16:08,6    |
| 5     | URS  | Ants Antson        | 16:08,7    |
| 6     | URS  | Wiktor Kositschkin | 16:19,3    |
| 7     | EUA  | Gerhard Zimmermann | 16:22,5    |
| 8     | GBR  | Terry Malkin       | 16:35,2    |
| 9     | DEN  | Kurt Stille        | 16:38,3    |
| 10    | SWE  | Ivar Nilsson       | 16:40,3    |
| 11    | AUT  | Hermann Strutz     | 16:42,6    |
|       |      |                    |            |
| 19    | EUA  | Günter Traub       | 16:58,4    |
| 21    | EUA  | Jürgen Traub       | 17:08,9    |
| 29    | SUI  | Ruedi Uster        | 17:23,4    |

Datum: 7. Februar 1964, 17:00 Uhr

33 Teilnehmer aus 19 Ländern, alle in der Wertung.
Vor über 7.000 Zuschauern profitierte Startläufer Johnny Nilsson von den ausgezeichneten Bedingungen. Er benötigte fast durchwegs 38 Sekunden für die 400 Meter lange Runde und blieb knapp hinter dem Olympiarekord, den Knut Johannesen vor vier Jahren aufgestellt hatte. Schon nach dem fünften Paar kam es zur ersten Eisreinigung, was sich aber für die nächsten Starter als Nachteil erwies. Es kam nicht von ungefähr, dass sieben der ersten Zehn im Klassement in den ersten fünf Paaren liefen. Betroffen war der nun an die Reihe kommende Johannesen, dem dazu auch Wind entgegenblies. Am meisten benachteiligt waren die Norweger, wobei voraussichtlich nicht nur Johannesen, sondern auch der viel später laufende Maier Nilssons Zeit unterboten hätte. Auch Strutz war trotz österreichischem Rekord chancenlos und erfüllte die hochgeschraubten Erwartungen nicht. Eigentlich dachte niemand mehr an eine Verschiebung des Klassements, als nach viereinhalb Stunden der Norweger Fred Anton Maier seinen Landsmann Johanessen noch um drei Zehntelsekunden abfing und den zweiten Platz belegte.

## Ergebnisse Frauen

### 500 m
| Platz | Land | Sportlerin        | Zeit (s)  |
| ----- | ---- | ----------------- | --------- |
| 1     | URS  | Lidija Skoblikowa | 45,0 (OR) |
| 2     | URS  | Irina Jegorowa    | 45,4      |
| 3     | URS  | Tatjana Sidirowa  | 45,5      |
| 4     | USA  | Jeanne Ashworth   | 46,2      |
| 4     | USA  | Janice Smith      | 46,2      |
| 6     | SWE  | Gunilla Jacobsson | 46,5      |
| 7     | USA  | Mary Lawler       | 46,6      |
| 8     | EUA  | Helga Haase       | 47,2      |
| 9     | SWE  | Inger Eriksson    | 47,3      |
| 10    | CAN  | Doreen Ryan       | 47,7      |
|       |      |                   |           |
| 21    | EUA  | Brigitte Reichert | 49,8      |
| 25    | EUA  | Sigrit Behrenz    | 50,9      |

Datum: 30. Januar 1964, 12:25 Uhr

28 Teilnehmerinnen aus 13 Ländern, alle in der Wertung.
Der Wettbewerb wurde bei idealen äußeren Verhältnissen (Eistemperatur −3 °C, Lufttemperatur +2 °C) ausgetragen. Alle Medaillengewinnerinnen unterboten Haases Rekord von 1960 (45,9 s). Nicht wie erwartet die Finninnen, sondern die US-Amerikanerinnen erwiesen sich als die härtesten Rivalinnen der drei Erstplatzierten.

### 1000 m
| Platz | Land | Sportler                 | Zeit (min)  |
| ----- | ---- | ------------------------ | ----------- |
| 1     | URS  | Lidija Skoblikowa        | 1:33,2 (OR) |
| 2     | URS  | Irina Jegorowa           | 1:34,3      |
| 3     | FIN  | Kaija Mustonen           | 1:34,8      |
| 4     | EUA  | Helga Haase              | 1:35,7      |
| 5     | URS  | Walentina Stenina        | 1:36,0      |
| 6     | SWE  | Gunilla Jacobsson        | 1:36,5      |
| 7     | USA  | Janice Smith             | 1:36,7      |
| 8     | FIN  | Kaija-Liisa Keskivitikka | 1:37,6      |
| 9     | SWE  | Inger Eriksson           | 1:37,8      |
| 10    | USA  | Barb Lockhart            | 1:38,6      |
|       |      |                          |             |
| 23    | EUA  | Erika Heinicke           | 1:43,2      |
| 25    | EUA  | Brigitte Reichert        | 1:44,9      |

Datum: 1. Februar 1964, 12:15 Uhr

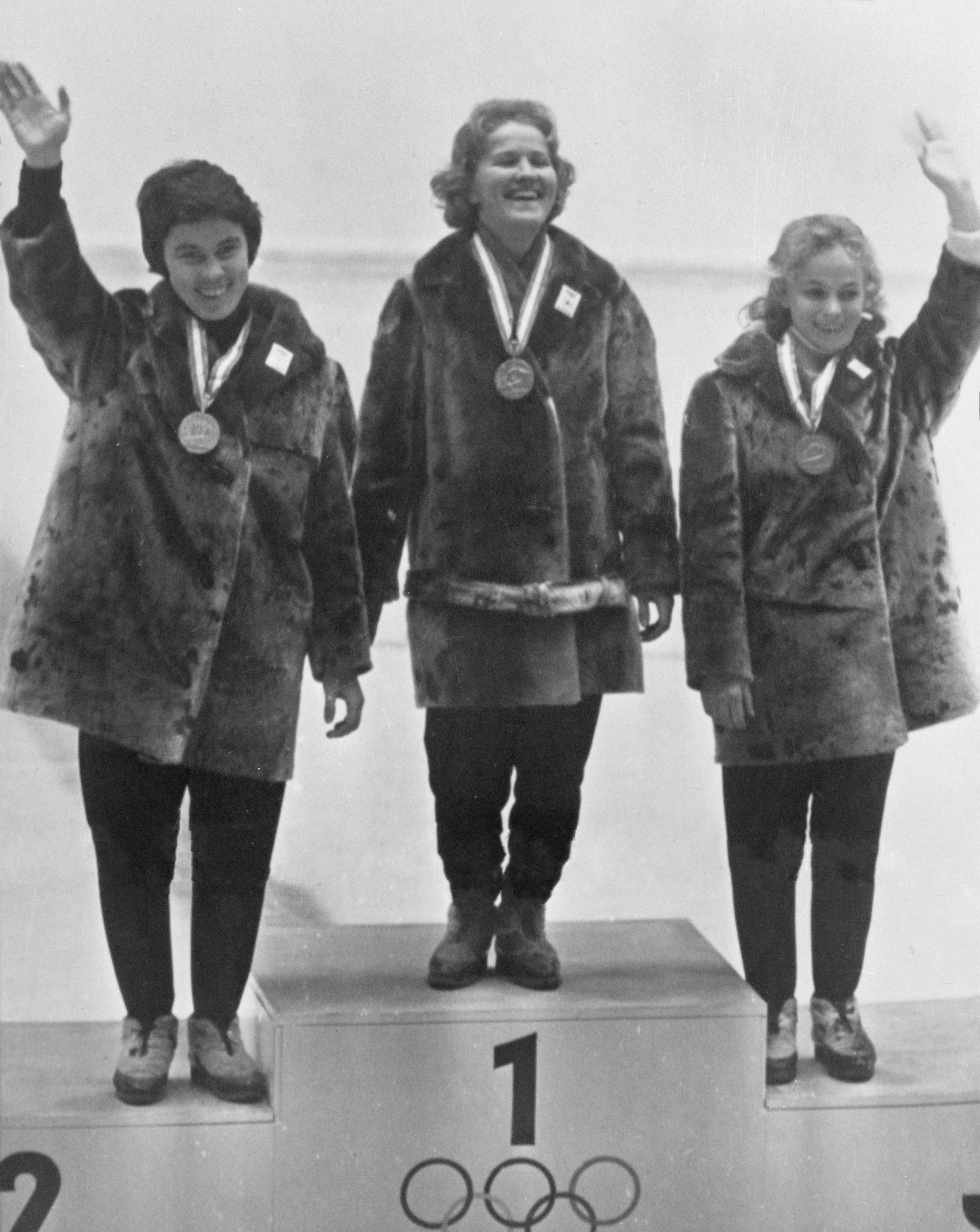
Medaillengewinnerinnen des 1000-Meter-Laufs

28 Teilnehmerinnen aus 14 Ländern, davon 27 in der Wertung.
Skoblikova holte in der letzten Runde alles aus sich heraus, nachdem sie einen schwächeren Start gehabt hatte. Stark verbessert zeigte sich Helga Haase. Die Eisverhältnisse waren wiederum gut.

### 1500 m
| Platz | Land | Sportler                 | Zeit (min)  |
| ----- | ---- | ------------------------ | ----------- |
| 1     | URS  | Lidija Skoblikowa        | 2:22,6 (OR) |
| 2     | FIN  | Kaija Mustonen           | 2:25,5      |
| 3     | URS  | Albertina Kolokolzewa    | 2:27,1      |
| 4     | PRK  | Kim Song-soon            | 2:27,7      |
| 5     | EUA  | Helga Haase              | 2:28,6      |
| 6     | SWE  | Christina Scherling      | 2:29,4      |
| 7     | URS  | Walentina Stenina        | 2:29,9      |
| 8     | FIN  | Kaija-Liisa Keskivitikka | 2:30,0      |
| 9     | PRK  | Han Pil-hwa              | 2:30,0      |
| 10    | JPN  | Hatsue Nagakubo          | 2:30,9      |
|       |      |                          |             |
| 21    | EUA  | Inge Lieckfeldt          | 2:36,2      |
| 28    | EUA  | Erika Heinicke           | 2:40,4      |

Datum: 31. Januar 1964, 12:30 Uhr

30 Teilnehmerinnen aus 14 Ländern, alle in der Wertung.
Skoblikova hatte sich das Rennen sehr gut eingeteilt, war nicht zu schnell gestartet, steigerte sich aber mit raumgreifenden Schritten. Wäre ihr nicht in der zweiten Runde ein Schrittfehler unterlaufen, hätte sie noch schneller sein können. Auch Mustonen hatte sich ihre Marschtabelle gut eingeteilt. Hingegen lief Haase verkrampft, sie befand sich nicht in bester Form.

### 3000 m
| Platz | Land | Sportler                 | Zeit (min) |
| ----- | ---- | ------------------------ | ---------- |
| 1     | URS  | Lidija Skoblikowa        | 5:14,9     |
| 2     | URS  | Walentina Stenina        | 5:18,5     |
| 2     | PRK  | Han Pil-hwa              | 5:18,5     |
| 4     | URS  | Klara Nesterowa          | 5:22,5     |
| 5     | FIN  | Kaija Mustonen           | 5:24,3     |
| 6     | JPN  | Hatsue Nagakubo          | 5:25,4     |
| 7     | PRK  | Kim Song-soon            | 5:25,9     |
| 8     | CAN  | Doreen McCannell         | 5:26,4     |
| 9     | SWE  | Christina Scherling      | 5:27,6     |
| 10    | FIN  | Kaija-Liisa Keskivitikka | 5:29,4     |
|       |      |                          |            |
| 17    | EUA  | Rita Blankenburg         | 5:40,8     |
| 21    | EUA  | Inge Lieckfeldt          | 5:42,7     |
| 28    | EUA  | Erika Heinicke           | 5:56,0     |

Datum: 2. Februar 1964, 13:25 Uhr

28 Teilnehmer aus 13 Ländern, alle in der Wertung.
6.000 Zuschauer sahen den erwarteten Sieg der Favoritin Skoblikova, die somit ihre insgesamt sechste Goldmedaille gewann. Für eine Sensation sorgte die zuletzt gestartete Nordkoreanerin Han Pil-hwa, die mit derselben Zeit wie Walentina Stenina auch Silber erreichte. Die Eisverhältnisse waren, bedingt durch das warme Wetter, unterschiedlich. Nach dem vierten Paar wurde es weicher und langsamer, nach Paar 10 wieder härter. Dieser Umstand kam Han Pil-hwa sehr zugute.